# Animal Farm (film)
Ferma animalelor (în engleză Animal Farm) este un film de animație de aventură, comedie, din 2025, produs și regizat de Andy Serkis, cu un scenariu scris de Nicholas Stoller. Îi au în distribuție pe Seth Rogen, Gaten Matarazzo, Woody Harrelson, Steve Buscemi, Glenn Close și Kieran Culkin. Este a treia adaptare a nuvelei lui George Orwell, după filmul de animație din 1954 și filmul cu acțiune live din 1999. Urmând în linii mari intriga nuvelei, reflectă problemele politice contemporane ale secolului al XXI-lea și introduce personaje noi, cum ar fi un purceluș pe nume Lucky, care servește drept surogat al publicului. Filmul a avut premiera la Festivalul Internațional de Film de Animație de la Annecy din 2025, pe 9 iunie 2025.

## Distribuție
- Seth Rogen – în rolul lui Napoleon, un mistreț Saddleback care ajunge la putere la Ferma Animalelor;
- Gaten Matarazzo – în rolul lui Lucky, un purceluș sfâșiat între învățăturile lui Napoleon și cele ale lui Snowball;
- Kieran Culkin – în rolul lui Squealer, un mistreț și asistentul lui Napoleon;
- Glenn Close – în rolul Freidei Pilkington, vecina domnului Jones și o miliardară care complotează să preia Ferma Animalelor;
- Steve Buscemi – în rolul domnului Whymper, mâna dreaptă a lui Pilkington
- Laverne Cox – în rolul lui Snowball, o scroafă și rivala lui Napoleon. Aceasta este prima versiune feminină a personajului tradițional masculin;
- Woody Harrelson – în rolul lui Boxer, un cal;
- Jim Parsons – în rolul lui Carl, o oaie;
  - Parsons le dă voce și restului trupei lui Carl;
- Kathleen Turner – în rolul lui Benjamin, un măgar;
- Iman Vellani în rolul lui Puff și Tammy, doi purceluși și prietenii lui Lucky;
- Andy Serkis – în rolul:
  - Domnul Jones, proprietarul inițial al fermei;
  - Bătrânul Maior, un mistreț în vârstă care inspiră revolta animalelor;

## Producție
În iulie 2011, s-a anunțat că o adaptare cinematografică a nuvelei din 1945 a lui George Orwell, Ferma Animalelor, este în curs de dezvoltare, regizându-l pe Rupert Wyatt. Wyatt și Andy Serkis, care lucraseră împreună la Planeta Maimuțelor, ascensiunea, urmau să fie co-scenariști. Până în octombrie 2012, s-a anunțat că Serkis a preluat atribuțiile regizoriale, proiectul fiind dezvoltat ca un film HFR - 3D. În august 2018, Netflix a achiziționat drepturile de distribuție pentru film. După numeroase întârzieri, Serkis a început din nou pre-producția proiectului, după ce și-a încheiat atribuțiile de regie pentru Venom: Let There Be Carnage (2021).
Până în aprilie 2022, s-a anunțat că producția a început ca film de animație la Cinesite Studios, cu un scenariu scris de Nicholas Stoller. Serkis a fost, de asemenea, producător, alături de Adam Nagle, Dave Rosenbaum și Jonathan Cavendish, Stoller și Wyatt urmând să fie producători executivi. Connie Nartonis Thompson („Frankenweenie”) a produs filmul în numele Cinesite. Proiectul este o producție mixtă între Cinesite, Aniventure și Imaginarium Productions, Netflix renunțând la drepturile de distribuție. În martie 2023, în timpul unui interviu acordat Screen Rant, Serkis a declarat că a trecut un an de producție, în timp ce mai era încă un an pentru film. Deadline Hollywood a relatat în mai 2024 că Ferma Animalelor a încheiat producția. În aprilie 2025, a fost anunțată distribuția, printre care se numărau Serkis, Seth Rogen, Steve Buscemi, Glenn Close, Iman Vellani și Kieran Culkin.

## Lansare
Filmul Ferma Animalelor a avut premiera mondială pe 9 iunie 2025, la Festivalul Internațional de Film de Animație de la Annecy.

## Recepția critică
Peter Debruge de la Variety a scris: „Actualizarea secolului XXI a lui Serkis diluează alegoria politică a lui Orwell în favoarea a ceea ce trece a fi ceva mai «prietenos cu publicul»: Abordarea sa adoptă vocile celebrităților, designul drăgălaș al personajelor și energia excentrică, plină de viață, a desenelor animate americane din studiourile mari. Rezultatul nu este nici pe departe la fel de rafinat ca filmele Illumination sau DreamWorks, dar «suficient de bun pentru muncă guvernamentală», cum se spune.”
Pete Hammond de la Deadline a scris următoarele: „Cu un scenariu, pe rând amuzant și înfricoșător de perspicace, realizat de Nicholas Stoller, această versiune superb animată nu încearcă în mod exterior să fie politică, dar, cu toate acestea, își îndeplinește în mod straniu timpul și se dovedește a fi puțin prea aproape de deriva Americii spre autoritarism pentru a fi reconfortantă.”